# Bóng đá tại Botswana
Bóng đá là môn thể thao số một tại Botswana. Tính đến tháng 10 năm 2007, có khoảng 348 câu lạc bộ bóng đá nam được đăng ký trong khi đó chỉ có 9 câu lạc bộ bóng đá nữ hoạt động. Đội tuyển bóng đá Botswana chưa từng giành bất cứ thành tích đáng kể nào trên sân đấu. Tháng 1 năm 2008, Botswana đạt vị trí thứ 101 trên bảng xếp hạng FIFA. Chỉ có một số ít cầu thủ Botswana hiện đang thi đấu ở nước ngoài (nổi tiếng nhất trong số đó là tiền đạo Dipsy Selolwane).
Hệ thống giải đấu:

## Botswana Premier League
Giải vô địch bóng đá Botswana (Botswana Premier League) hiện có 16 câu lạc bộ tham dự.

## Giải bóng đá hạng nhất Botswana khu vực miền bắc
Giải bóng đá hạng nhất Botswana khu vực miền bắc hiện có 20 câu lạc bộ tham dự.

## Giải bóng đá hạng nhất Botswana khu vực miền nam
Giải bóng đá hạng nhất Botswana khu vực miền nam hiện có 20 câu lạc bộ tham dự.